# Niloya
Niloya è una serie televisiva animata turca per bambini del 2014 per la fascia di età prescolare da 3 a 6 anni, trasmesso per la prima volta l'11 gennaio dello stesso anno su Yumurcak TV. In seguito dal 2016, dopo la chiusura di Yumurcak TV, la serie è trasmessa su TRT Çocuk.
La serie è stata prodotta da Arzu Demirel (episodi 1-184) e Pervin Atamert (episodi 185-197), mentre le musiche (insieme alla sigla iniziale e finale), sono state create da Fatih Ihlamur (episodi 1-118), Özgür Sevinç (episodi 119-197) e Deniz Çevik (episodi 185-197). La sceneggiatura era stata preparata con la supervisione di un team speciale di consulenti, pedagoghi ed esperti in educazione. La serie è diretta da Metin Çam ed è prodotta da Sentries Telif ve Lisans AŞ.

## Trama
La protagonista della serie è Niloya, una bambina curiosa e vivace che vive con la sua famiglia in un piccolo villaggio. Ogni episodio segue le avventure di Niloya e dei suoi amici, durante le quali imparano importanti lezioni sulla vita, come la condivisione, la gentilezza e il rispetto per gli altri.
La serie si distingue per la sua animazione colorata e vivace, così come per la sua capacità di presentare le lezioni di vita in modo accessibile e divertente per i bambini. Inoltre, la serie incoraggia lo sviluppo dell'intelligenza emotiva nei bambini, aiutandoli a capire e gestire le proprie emozioni e quelle degli altri.

## Ambientazione
La serie è ambientata in un piccolo villaggio della Turchia vicino al Mar Nero, situato tra l'Europa sud-orientale e l'Asia minore e negli stati di Turchia, Bulgaria, Romania, Ucraina, Russia e Georgia. Il mare è collegato al Mar d'Azov tramite lo stretto di Kerč' e al Mare di Marmara (che a sua volta, tramite lo stretto dei Dardanelli, è collegato al mar Egeo, che fa parte del Mediterraneo) tramite lo stretto del Bosforo.

## Personaggi
- Niloya: Nata nel 2009. È il protagonista della serie ed è la sorella minore di Murat, la figlia minore di Mamma e Papà e la nipote minore di Nonna e Nonno.
- Murat: Nato nel 2007. È il fratello maggiore di Niloya, ed è il figlio maggiore di Mamma e Papà e il nipote maggiore di Nonna e Nonno.
- Mamma: Nata nel 1976. È la mamma di Niloya e Murat ed è la moglie di Papà.
- Papà: Nato nel 1974. È il papà di Niloya e Murat ed è il marito di Mamma.
- Nonna: Nata nel 1952. È la nonna di Niloya e Murat ed è la moglie di Nonno.
- Nonno: Nato nel 1950. È il nonno di Niloya e Murat ed è il marito di Nonna.
- Tospik: È la tartaruga e la migliore amica di Niloya.
- Mete: Nato nel 2009. È il migliore amico di Murat, il fratello maggiore di Ayşecik, il figlio maggiore di Signora Fatoş e Signor Hassan e ha la stessa età di Niloya.
- Ayşecik: È la sorella minore di Mete e la figlia minore di Signora Fatoş e Signor Hassan.
- Signora Fatoş: È la zia di Niloya e Murat, la mamma di Mete ed Ayşecik ed è la moglie di Signor Hassan.
- Signor Hassan: È lo zio di Niloya e Murat, il papà di Mete ed Ayşecik ed è il marito di Signora Fatoş.
- Minè: È uno dei migliori amici di Niloya.
- Elif: È uno dei migliori amici di Niloya.

## Doppiaggio
Il doppiaggio italiano è stato diretto dalla LogoSound srl.
| Personaggio | Doppiatore Originale | Doppiatore Italiano   |
| ----------- | -------------------- | --------------------- |
| Niloya      | Berrak Nehir Kok     | Valentina Pallavicino |
| Murat       | Tarik Bayrak         | Annalisa Longo        |
| Mamma       | Zeynep Önen          | Rosa Leo Servidio     |
| Papà        | Talha Sayar          | Alessandro Zurla      |
| Nonna       | Nilgün Karababa      |                       |
| Nonno       | Sinan Divrik         |                       |
| Mete        | Berk Pamir           | Federica Valenti      |
| Minè        |                      | Sabrina Bonfitto      |
| Elif        |                      | Veronica Malgioglio   |

## Diffusione
Il cartone animato è trasmesso in alcuni paesi nel mondo.
| Lingua     | Titolo | Canale                                       |
| ---------- | ------ | -------------------------------------------- |
| Arabo      | Niloya | YouTube, MBC 3                               |
| Curdo      | نیلۆیا | afarin.tv                                    |
| Inglese    | Niloya | YouTube                                      |
| Italiano   | Niloya | YouTube                                      |
| Persiano   | نیلویا | IRIB Pooya & Nahal                           |
| Portoghese | Niloya | YouTube                                      |
| Spagnolo   | Niloya | YouTube                                      |
| Turco      | Niloya | YouTube, Yumurcak TV, TRT Çocuk, MinikaÇOCUK |

## Film
Un film di 1 ora e 11 minuti, intitolato Niloya, è stato distribuito e rilasciato nelle sale cinematografiche in Turchia l'11 novembre 2022.